# Myroconger
Myroconger (Günther, 1870) è un genere di pesci ossei marini appartenenti all'ordine Anguilliformes. È l'unico genere appartenente alla famiglia Myrocongridae.

## Distribuzione e habitat
Il genere ha distribuzione puntiforme in località sparse per tutti gli oceani. Sono assenti dal mar Mediterraneo.
Vivono a profondità abbastanza alte, nel piano circalitorale e in quello batiale, specialmente nei pressi di seamounts.

## Biologia
Ignota.

## Tassonomia
Fino agli anni 1990 era conosciuto solamente un singolo individuo di M. compressus catturato a Sant'Elena nel 1868.
Il genere comprende 5 specie:
- Myroconger compressus
- Myroconger gracilis
- Myroconger nigrodentatus
- Myroconger prolixus
- Myroconger seychellensis